# Ортомолекулярная медицина

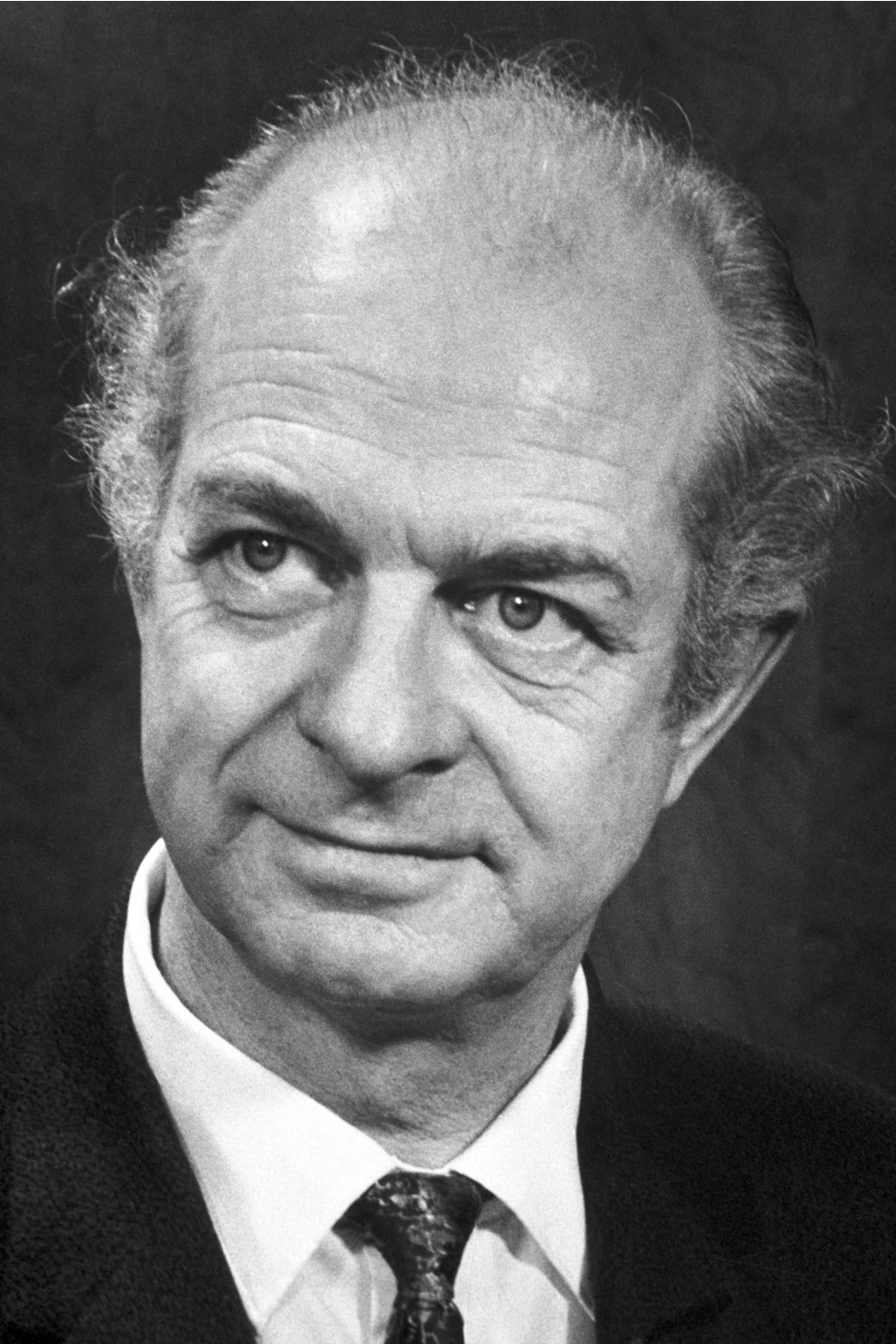
Лайнус Полинг — выдающийся сторонник ортомолекулярной медицины

Ортомолекуля́рная медици́на — одна из разновидностей альтернативной медицины, предполагающая терапию и профилактику заболеваний различными витаминами, аминокислотами, питательными веществами в форме биологически активных добавок (БАД) и продуктов питания.
Представления в основе ортомолекулярной медицины не имеют убедительных доказательств, а терапия неэффективна. С 1970 годов появились сомнения в том, что ортомолекулярную медицину можно называть медициной.
Это направление, как и сам термин «ортомолекулярная медицина», было предложено нобелевским лауреатом по химии Лайнусом Полингом. Полинг предлагал такое толкование термина — правильные молекулы в правильных количествах, от греч. ορθός — правильный.

## Общие сведения
Подход ортомолекулярной медицины состоит в назначении определённых питательных веществ в соответствующих количествах для каждого пациента. Часто назначаются дозы витаминов, превышающие традиционные нормы потребления, принятые в медицине. Сверхвысокие дозы витаминов, рекомендуемые ортомолекулярной медициной на первом этапе её развития, не были поддержаны научным сообществом. Как и другие вещества, некоторые витамины в высоких дозах токсичны, могут вызывать гипервитаминозы.
Полинг полагал, что вещества, которые в норме присутствуют в организме человека и необходимы для поддержания здоровья, могут быть использованы в более высоких дозировках для лечения заболеваний. Тем не менее термин Полинга, ортомолекулярная медицина, не используется в доказательной и конвенциональной медицине, так как классическая наука предполагает использование питательных веществ для предотвращения или профилактики развития заболевания.
Сторонники ортомолекулярной медицины полагают, что лечение питательными веществами должно быть основано на частных биохимических особенностях пациентов. Некоторые компоненты БАД иногда назначаются в сверхвысоких дозах, превышающих рекомендованное потребление. В 2002 году было проведено исследование, которое показало, что один из двадцати пяти взрослых жителей США применяет терапию сверхвысокими дозами и что такое лечение широко распространено среди онкологических больных.
Питательные вещества действительно могут предотвращать и лечить некоторые заболевания, но широкое применение терапии сверхвысокими дозами витаминов не является обоснованным с точки зрения медицинской практики.
Критики такого подхода называют ортомолекулярную медицину шарлатанством. Исследования указывают на то, что некоторые биологически активные добавки к пище могут быть опасными; лечение некоторыми витаминами повышает риск развития рака, сердечно-сосудистых заболеваний и смерти.

## История и развитие
В начале двадцатого века некоторые врачи предположили, что витамины могут лечить некоторые заболевания, и добавки к пище назначались в больших дозах в 1930-х годах. Употребление высоких доз витаминов зачастую приводило к выраженным негативным последствиям, и к 1950 годам питание перестало рассматриваться традиционной медициной как перспективное направление лечения заболеваний. Сторонники ортомолекулярной медицины использовали некоторые факты из раннего опыта основателей этого движения.
Одним из сторонников ортомолекулярного движения был Макс Герзон, который разработал диету для лечения болезней, но клинические испытания данного метода лечения показали низкую эффективность и высокую частоту развития побочных эффектов; братья Шут пытались лечить болезни сердца витамином E. Некоторые концепции, о которых заявляют сторонники ортомолекулярной медицины, в том числе индивидуальная биохимическая изменчивость, врождённые дефекты метаболизма, обсуждались в научных статьях в начале двадцатого века.
В 1948 году Вильям МакКормик предположил, что недостаток витамина C может играть важную роль в развитии многих заболеваний, и назначал его своим пациентам в больших дозах. В 1950-х годах Фредрик Кленнер использовал витамин С в сверхвысоких дозах для лечения широкого спектра заболеваний, в том числе полиомиелита. Ирвин Стоун утверждал, что организмы, которые не синтезируют собственный витамин С ввиду утери функции специфической синтетазы, имеют заболевание, которое он назвал гипоаскорбемией (недостаточностью аскорбиновой кислоты). Этот термин не используется медицинским сообществом, так как идея утери биохимического пути не была подтверждена последователями Стоуна.
В 1950 году появилось мнение о том, что дефицит витаминов может вызывать психические расстройства. Психиатры Хамфри Осмонд и Абрам Хоффер назначали шизофреникам высокие дозы ниацина, а Вильям Кауфман назначал ниацинамид. В ходе клинического применения для ниацина не показан положительный эффект в лечении психиатрических болезней, однако использование ниацина в сочетании со статинами и другими лекарственными средствами стало одним из способов лечения сердечно-сосудистых заболеваний.
В 1967 году Лайнус Полинг ввёл понятие «ортомолекулярной медицины». Первые попытки лечения витамином С, предпринятые Полингом и его последователями, дали спорные и противоречивые результаты. Полинг подвергался активной критике за далеко идущие малообоснованные заявления.
Более поздние его исследования были посвящены ниацину, витамину С и полиненасыщенным жирным кислотам.

### Цели и возможности
Согласно Абраму Хофферу, ортомолекулярная медицина не ставит перед собой задачи излечить все заболевания и не является заменой традиционной медицине. По мнению Хоффера, часть пациентов нуждается в традиционном лечении, часть только в ортомолекулярном, а остальным требуется сочетание этих методов лечения. Сторонниками данного учения приводятся неподтверждённые данные, которые указывают на то, что методы ортомолекулярной медицины могут предотвращать, лечить и иногда даже излечивать широкий спектр заболеваний, в том числе: угревую сыпь, алкоголизм, аллергию, артрит, аутизм, укусы пчёл, биполярный синдром, ожоги, онкологические заболевания, простуду и насморк, депрессию, зависимость от лекарств, передозировку лекарств, эпилепсию, болезни сердца, отравления тяжёлыми металлами, острый гепатит, герпес, гиперактивность, повышенное давление, гипогликемию, грипп, проблемы с обучением, психические и метаболические расстройства, мигрень, мононуклеоз, отравления грибами, нейропатию, полинейрит, рассеянный склероз, остеопороз, полиомиелит, лучевую болезнь, задержку развития, шизофрению, шок, проблемы с кожей, укусы змей, укусы пауков, столбняк, вирусную пневмонию.

### Распространение идей
Ортомолекулярная медицина практикуется лишь несколькими специалистами, однако применение высоких доз витаминов часто встречается в товарах, отпускаемых без рецепта, и в руководствах по традиционной медицине.
Журнал ортомолекулярной медицины, основанный в 1967 году, публикует в основном достижения ортомолекулярной медицины. Основатель журнала, Абрам Хоффер, писал, что создание собственного журнала было вынужденной мерой, так как невозможно было опубликовать статьи в официальных журналах по психиатрии. До 1967 года Хоффер не испытывал трудностей в публикации научных результатов и написал около 150 статей и несколько книг.

## Безопасность, эффективность, клинические испытания
Сторонники и противники идей ортомолекулярной медицины выдвигают взаимные обвинения.
Полинг, Хоффер, Эван Камерон, Матиас Рат утверждают, что их исследования и научные открытия активно подавляются сторонниками традиционной медицины и фармацевтическими компаниями.
Многие противники ортомолекулярной медицины называют её необоснованной и неверной. Некоторые ведущие медицинские организации критикуют деятельность ортомолекулярной медицины — Американское общество онкологов (American Cancer Society), Американская организация психиатров (American Psychiatric Association), Национальный институт психического здоровья (National Institute of Mental Health).

### Витамины в высоких дозах

Витамин С (аскорбиновая кислота) — наиболее популярный витамин, рекомендуемый сторонниками ортомолекулярной медицины

Недавнее исследование 161 тысячи человек показало, что применение поливитаминных препаратов практически не влияет на риск развития рака, сердечно-сосудистых заболеваний и не влияет на смертность у женщин после менопаузы.
Анализ 385 публикаций по применению антиоксидантов для предотвращения развития заболеваний в Journal of the American Medical Association показал, что добавки, содержащие витамины — антиоксиданты (бета-каротин, витамин A и витамин E), могут повышать смертность у некоторых групп пациентов.
В мае 2004 года центр дополнительной и альтернативной медицины США провёл опрос среди жителей старше 18 лет. Респондентам задавали вопрос, применяли ли они средства альтернативной медицины, и если да, то какие и по какой причине. Исследование показало, что 2,8 % респондентов применяли витамины в сверхвысоких дозах.
Другое исследование показало, что 12 % пациентов с заболеваниями печени применяют антиоксидант силимарин, более 6 % применяют витаминные препараты, однако 26 % пациентов не сообщают о применении средства альтернативной медицины лечащим врачам.

### Применение витамина С
Впервые Л. Полинг использовал сверхвысокие дозы витамина С в надежде приостановить развитие онкологических заболеваний и для лечения простуды (подробнее об этом в статье витамин C). Л. Полинг утверждал также, что приём сверхвысоких доз витамина С детьми повышает их умственные способности и школьную успеваемость.
Американское общество онкологов считает, что в настоящий момент не существует научного обоснования применения методов ортомолекулярной терапии в большинстве описанных случаев. Некоторые добавки действительно дают положительный эффект в некоторых конкретных случаях, в то время как некоторые добавки опасны. Советник National Institutes of Health по вопросам альтернативной медицины считает, что научные исследования не показали ни одного преимущества ортомолекулярных методов в лечении какого-нибудь заболевания, и медицинские издания также не показали ни одного факта, подтверждающего эффективность лечения заболеваний сверхвысокими дозами витаминов.
В 1973 году специальная комиссия Американского общества психиатров заключила, что в рекламе по радио, в прессе ошибочно употребляются словосочетания терапия «сверхвысокими дозами витаминов» и «ортомолекулярная терапия».
Применение сверхвысоких доз витаминов также распространено среди больных онкологическими заболеваниями, хотя применение витаминов зависит от типа рака и варьирует от 26 до 35 % в случае рака предстательной железы и до 75—87 % в случае рака молочной железы.

### Ортомолекулярная психиатрия
Хоффер полагал, что некоторые питательные вещества могут лечить психические расстройства. В 1950-х годах он предложил лечить шизофрению ниацином. Фармаколог Карл Пфайффер продолжил исследования Хоффера и полагал, что для каждого лекарства есть соответствующее природное вещество, которое может обеспечить подобный эффект. Хоффер и другие «ортомолекулярные психиатры» полагают, что психические расстройства возникают в результате недостатка биохимических компонентов и могут быть излечены большими дозами витаминов или диетой. В связи с тем, что теории Хоффера не соответствуют современному состоянию науки, и в связи с тем, что при лечении методами ортомолекулярной медицины отсутствует клинический эффект, данные способы лечения не принимаются сторонниками традиционной медицины.

### Лечение ВИЧ-инфекции
Некоторые подходы ортомолекулярной медицины к лечению ВИЧ-инфекции включают в себя поливитаминные препараты, селен и аминокислоты, но эффект от лечения считают эффектом плацебо. Высокие дозы витамина С долго использовали для лечения ВИЧ-инфекции, однако никакого положительного результата не отмечено. Лечение методами ортомолекулярной медицины вместо антиретровирусной терапии является объектом критики.
Анализ пятнадцати клинических испытаний терапии микроэлементами в 2005 году показал отсутствие любых эффектов по снижению смертности среди полноценно питающихся ВИЧ-инфицированных больных, однако терапия новорождённых витамином A даёт скорее положительный эффект. Недостаток витамина A описан среди ВИЧ-инфицированных детей, имеющих и не имеющих симптомы СПИД. Терапия витамином A снижает заболеваемость и смертность среди детей, имеющих симптомов СПИД, но неэффективна среди детей, не имеющих симптомов СПИД. Витамин A не предотвращает ВИЧ-инфекцию, не может лечить хроническую инфекцию и не лечит СПИД.
Последователь Лайнуса Полинга Матиас Рат является производителем витаминов и распространяет свою продукцию в качестве лекарства от СПИД в Южной Африке. Рат называет витамины эффективным антиретровирусным лекарством, противостоящим ВИЧ-инфекции. В судебном процессе против Рата медицинская ассоциация Южной Африки обвинила его витаминные продукты в нескольких смертях, а ВОЗ и два агентства по здоровью ООН также назвали рекламу продуктов Рата «неверной и вводящей в заблуждение», а также «безответственной нападкой на антиретровирусную терапию». Рату запрещено далее проводить клинические испытания и рекламировать свои продукты.

## Критика
Сторонники ортомолекулярной медицины считают, что некоторые витамины и добавки к пище используются традиционной медициной для лечения отдельных заболеваний: так, например, высокими дозами ниацина и рыбьим жиром лечат недостаток липидов; также значительными дозами витаминов лечат некоторые редкие врождённые расстройства метаболизма. Некоторые из подобных методов лечения могут иметь положительный эффект, в то время как некоторые другие могут приводить к нежелательным побочным эффектам в сочетании с другими лекарствами.
В США для лекарственных средств должна быть показана безопасность и эффективность до выхода на рынок, в то время как для добавок к пище должна быть показана лишь безопасность. Некоторые средства ортомолекулярной медицины, продающиеся в США как биологически активные добавки, в ряде других стран продаются в качестве лекарственных средств. Сторонники ортомолекулярной медицины считают, что для ортомолекулярных биологически активных добавки вероятность появления побочных эффектов значительно меньше, так как компоненты ортомолекулярных средств в норме представлены в организме человека.

### Позиция современного медицинского сообщества
Традиционная медицина называет такое обособление ортомолекулярной медицины необоснованным. В обзоре, опубликованном в Journal of Clinical Oncology, такое обособление называют закономерным случаем в нетрадиционной медицине. Институт Лайнуса Полинга финансируется преимущественно из National Institutes of Health, а несколько методик ортомолекулярного лечения официально разрешены в Европе и Японии.
Американская академия педиатрии назвала в 1976 году ортомолекулярную медицину культом в ответ на обещания сторонников ортомолекулярной медицины излечить детские психозы и проблемы с обучением.

### Доводы критиков ортомолекулярной медицины
Сторонники ортомолекулярной медицины поощряют людей в случае самостоятельно приёма сверхвысоких доз витаминов и других добавок к пище без специального контроля, что может причинить вред здоровью. Передозировка витаминов может привести к нарушению коронарного кровообращения, гипертонии, тромбофлебиту, периферической нейропатии, атаксии, токсикозу печени, появлению аномалий у плода, спонтанным абортам, подагре, желтухе, появлению камней в почках и диарее.
Американская академия педиатров (American Academy of Pediatrics), а также Канадское общество педиатров (Canadian Paediatric Society), Американское медицинское общество (American Medical Association) называют «мифом» спекуляции о том, что многие люди страдают от недостатка витаминов и микроэлементов и что большинство заболеваний вызвано неправильным питанием и может быть предотвращено биологически активными добавками к пище.

### Обсуждение методологии
Сторонники ортомолекулярной медицины полагают, что, в отличие от других течений альтернативной медицины (например, гомеопатии), ортомолекулярная медицина не основывается на магическом мышлении, а также может выдвигать проверяемые гипотезы. Они утверждают, что профилактика и коррекция патологических состояний витаминами, биогенными веществами и их аналогами более эффективна и менее финансово затратна, нежели традиционная фармакотерапия, направленная на распространение дорогих патентованных лекарственных средств.
Методы ортомолекулярной медицины подвергаются критике, как не имеющие достаточных подтверждений для клинического применения. Ортомолекулярные научные организации проводят слишком мало исследований и делают чересчур много выводов из сделанного. Недостаточный объём научных исследований, которые проводит ортомолекулярная медицина, подрывает её авторитет и приводит к тому, что ортомолекулярную медицину рассматривают как ненаучную отрасль альтернативной медицины. Ортомолекулярную медицину называют извращением вкуса и шарлатанством, критики считают, что ортомолекулярная медицина основывается на чрезмерно преувеличенной вере во влияние питательных веществ на здоровье и заболевания.

### На русском языке
1. Камерон И., Полинг Л. Рак и витамин С. Обсуждение природы причин, профилактики и лечения рака (Особая роль витамина С).
2. Полинг Л. Витамин С и здоровье. — Москва: Наука, 1974. — 80 с.